# Gyrus lingualis
De gyrus lingualis of tongwinding is een hersenwinding in de occipitale kwab van de grote hersenen.
Aan de voorkant wordt de gyrus lingualis begrensd van de gyrus parahippocampalis door de ramus parahippocampalis. Aan de bovenkant wordt deze hersenwinding gescheiden van de cuneus door de fissura calcarina en aan de onderkant van de gyrus fusiformis door de sulcus collateralis.
In de gyrus lingualis komt in bijna alle hersenen minstens één sulcus lingualis voor en kan deze hersenwinding opdelen in een bovenste deel (gyrus lingualis superior) en een onderste deel (gyrus lingualis inferior). Deze hersengroeve loopt evenwijdig aan het hoofddeel van de sulcus calcarinus.